# Цвениц
Цвениц (њем. Zwönitz) град је у њемачкој савезној држави Саксонија. Једно је од 69 општинских средишта округа Ерцгебирге. Према процјени из 2010. у граду је живјело 11.352 становника. Посједује регионалну шифру (AGS) 14521710.

## Географски и демографски подаци
Цвениц се налази у савезној држави Саксонија у округу Ерцгебирге. Град се налази на надморској висини од 550 метара. Површина општине износи 52,9 km². У самом граду је, према процјени из 2010. године, живјело 11.352 становника. Просјечна густина становништва износи 215 становника/km².

## Међународна сарадња
| Мјесто     | Држава   | Врста сарадње | Од    |
| ---------- | -------- | ------------- | ----- |
| Мађарполањ | Мађарска | партнерство   | 1995. |
|            | Чешка    | партнерство   | 1994. |
| Извор      |          |               |       |